# Martin von Kink

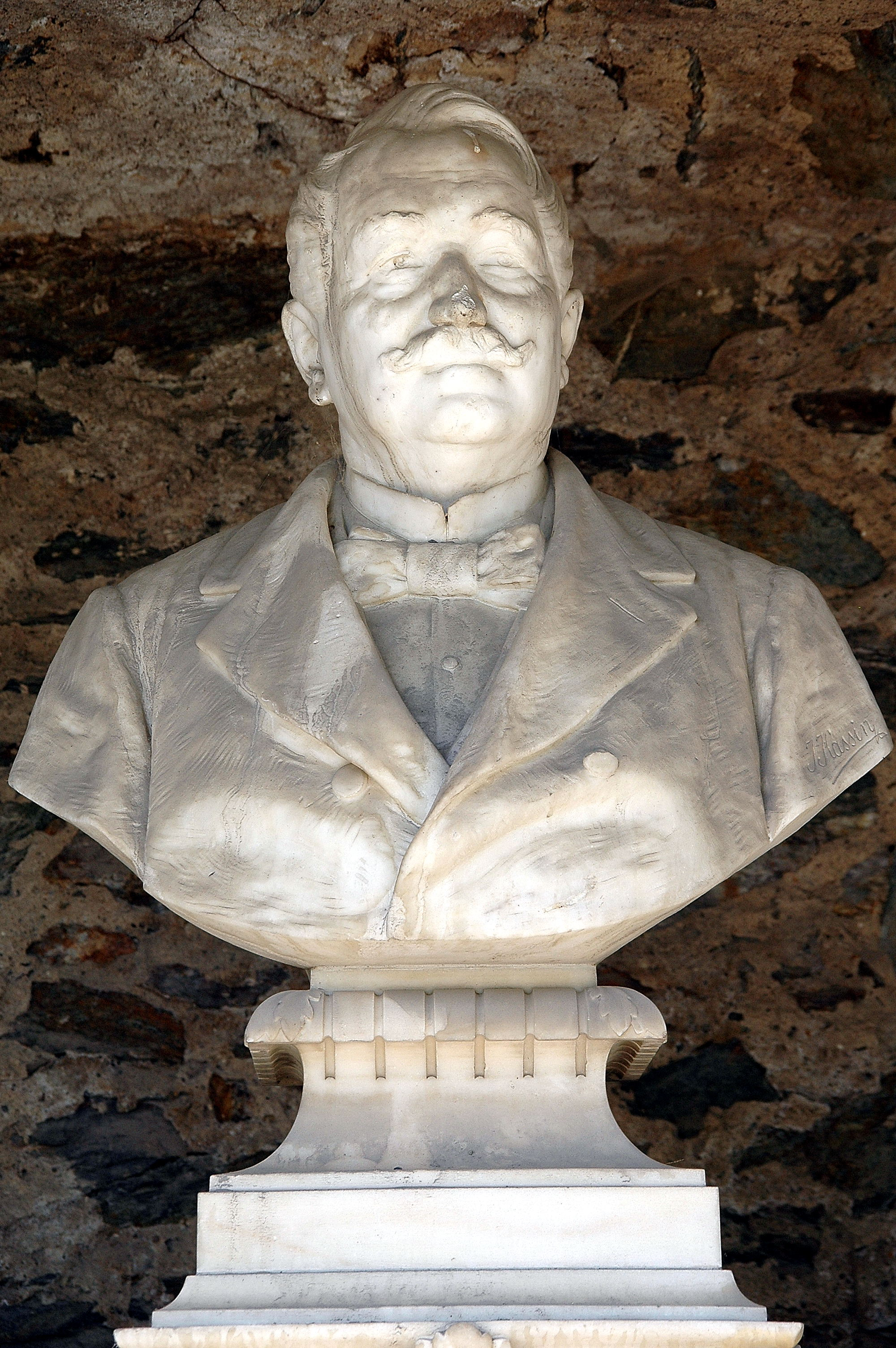
Kink-Büste unterhalb des Schweizerhauses am Klagenfurter Kreuzbergl

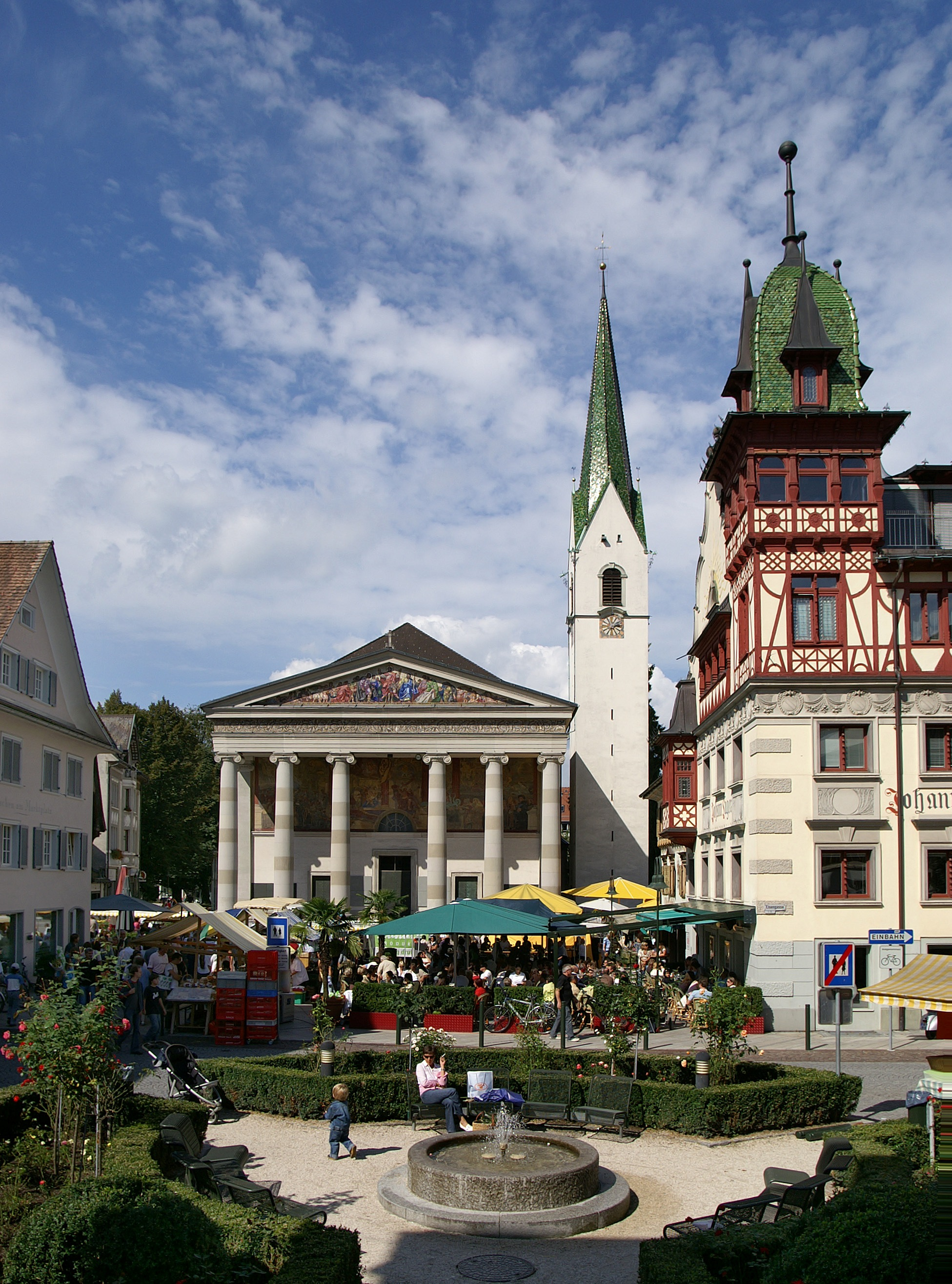
Der Dornbirner Marktplatz mit der Stadtpfarrkirche

Martin Kink, seit 1869 Martin Ritter von Kink (* 11. November 1800 in Innsbruck; † 7. November 1877 in Wien) war ein österreichischer Techniker (k. u. k. Oberbaurat) und Industrieller.

## Leben und Schaffen
Im Jahr 1819 war er Baupraktikant, 1824 Straßenbaumeister im Pustertal.
Er bekleidete das Amt des Kreisingenieurs in Vorarlberg und verfasste 1840 einen Entwässerungsplan für das untere Vorarlberger Rheintal mit der Idee zum heutigen Vorarlberger Rheintalbinnenkanal.
1850 schlug er anlässlich des Kaiserbesuches am 20. Mai vor, auf dem Kreuzbergl einen Platz für ein Volksfest und ein Landesschießen zu errichten. So wurde er zum Schöpfer des Kreuzbergl-Naturparkes. In der Terrassenmauer des Schweizerhauses auf dem Kreuzbergl wurde am 6. September 1899 ein Denkmal enthüllt, das an ihn erinnert.
Im Alter von 48 Jahren bekleidete er das Amt des Landesbaudirektors in Innsbruck, 1853 übernahm er das Amt des Oberbaurats und Landesbaudirektors bei der steiermärkischen Statthalterei in Graz, ehe er 1869 in den Ruhestand trat.
Noch im selben Jahr übernahm er von der kinderlosen Witwe seines Neffen Anton Kink die Kufsteiner Zementfabrik und führte große Lieferungen zum Bau der Nordbahn, der I. Wiener Hochquellenwasserleitung und des Wiener Rathauses durch. Sein Bruder Franz Kink gilt als Begründer der Zementindustrie im Kaisertum Österreich.
Nach dem 1872 erfolgten Verkauf des Werkes an die Perlmooser AG erwarb er 1875 mit seinen Söhnen und Schwiegersöhnen die liquidierte Heinrichsthaler Papierfabrik in Mähren. Da sich in dieser holzreichen Gegend des Altvatergebirges die Produktion von Hadernpapier nicht lohnte, ging er auf die Erzeugung von Holzpapier über, errichtete in Fabriksnähe vier Holzschleifereien, eine Graupappenfabrik und führte eine technische Umgestaltung der alten Anlagen durch.
Er ist auf dem St.-Leonhard-Friedhof in Graz beigesetzt.
Sein Sohn, Julius Ritter von Kink (1848–1909) wurde Abgeordneter im Abgeordneten- und Herrenhaus und Präsident der Handels- und Gewerbekammer Wien.

## Wirken
Als Bautechniker machte sich Kink besonders um die Wildbachverbauung verdient.
Er verfasste 1858 ein Projekt für einen Donaudurchstich bei Wien, welcher später mit geringen Abänderungen durchgeführt wurde, und erhielt im selben Jahr den vierten Preis für sein Projekt für die Wiener Stadterweiterung zuerkannt. Er wirkte maßgebend bei der Rheinregulierung mit und führte die Erweiterung der inneren Stadt von Graz durch. Kink, nach dessen Plänen man 1869 die Arbeiten an der Etschregulierung begann, die als Neuheit die Erstellung der Seitendämme auf Hochwasserstand aufwies, wurde wegen seiner Verdienste um das Wasserbauwesen 1869 in den Adelsstand erhoben, wobei er auf das Prädikat „von Kronbichl“ verzichtete.
Im Jahr 1934 wurde in Wien-Penzing (14. Bezirk) der Kinkplatz nach ihm benannt. In Klagenfurt heißt die Straße am Fuß des Kreuzbergls, östlich bis südlich der Kreuzbergkirche Kinkstraße. In Graz läuft die Kinkgasse vis-a-vis dem Volksgarten quer von der Volksgartenstraße weg. Kinkweg gibt es viermal in der Steiermark – in Oedt bei Feldbach, in Bärnbach, in Tobisegg und in Maria Lankowitz.

## Werke
- Kaiser Franz-Josef-Anlagen am Kreuzbergl in Klagenfurt, Kärnten
- Pfarrkirche Dornbirn-St. Martin (1839–1840) in Dornbirn, Vorarlberg